# Gare de Kongsberg
La gare de Kongsberg est une gare ferroviaire située dans le centre-ville de Kongsberg et à 99,37 km d'Oslo S. Kongsberg est un terminus pour les trains locaux entre Kongsberg et Eidsvoll.

## Histoire
La première gare fut inaugurée en 1871 avec l'achèvement de la ligne de Randsfjord : Hokksund – Kongsberg.  La nouvelle gare a été construite pour la ligne du Sørland selon les plans de Gudmund Hoel et NW Grimnes. Elle est inaugurée en 1917.
L'essentiel de la gare (bâtiment voyageurs, entrepôt, rampes de chargement et hangar à locomotives) est protégé par arrêté depuis 1997.

### Desserte

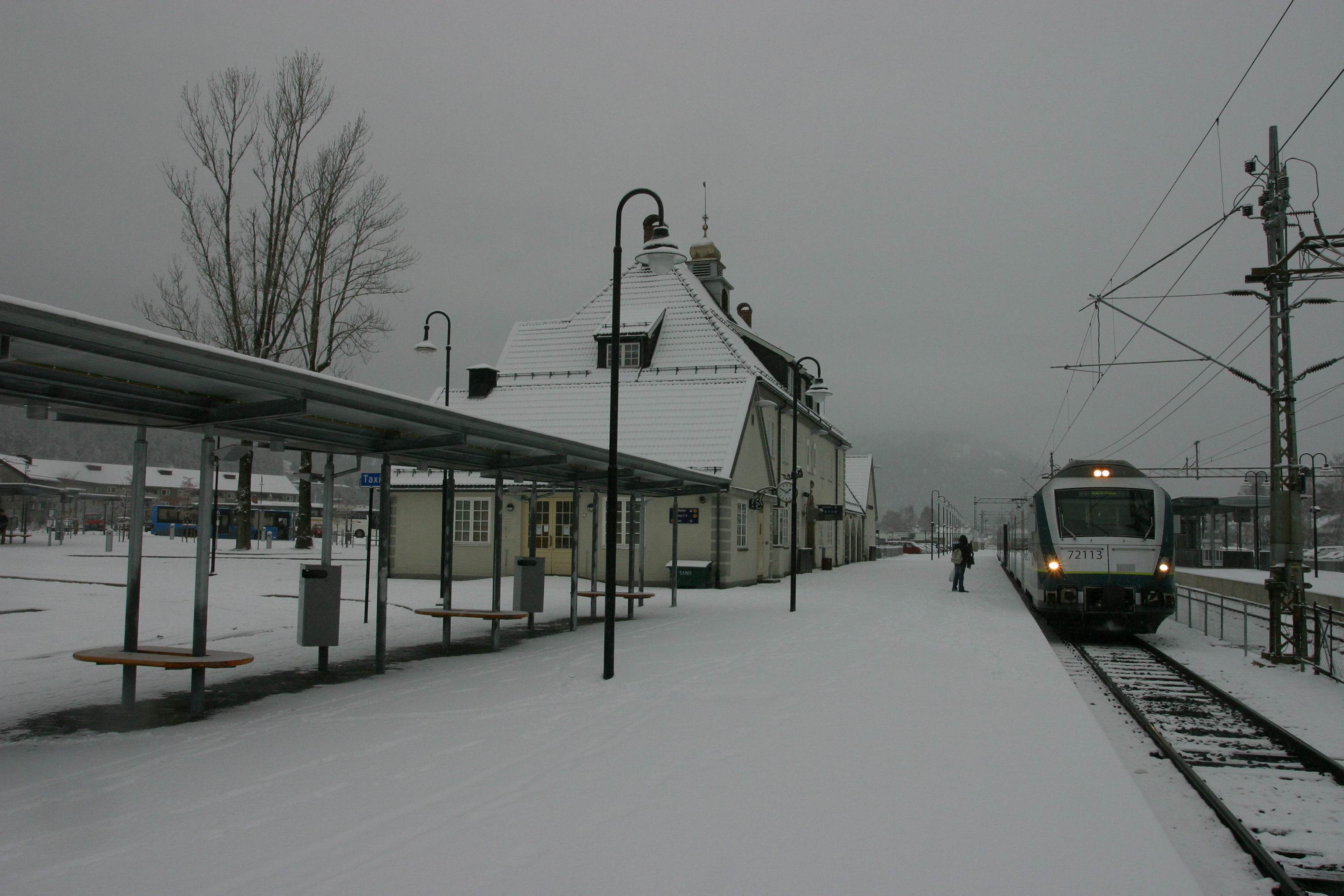
Train local pour Eidsvoll.

## Patrimoine ferroviaire
La gare et ses alentours sont protégés par les Archives nationales depuis 1997.